# Назаров, Константин Александрович
Константи́н Алекса́ндрович Наза́ров (арм. Կոնստանտին Ալեքսանդրի Նազարով, 17 августа 1923 — 8 октября 1996) — советский офицер-артиллерист в годы Великой Отечественной войны и военный деятель. Герой Советского Союза (21 февраля 1945). Генерал-майор (1970).

## Биография
Константин Александрович Назаров родился 17 августа 1923 года в городе Кисловодске. По национальности — армянин. Окончил среднюю школу в Баку. 
Служил в Красной Армии с июня 1941 года. В декабре 1941 года окончил Тбилисское горно-артиллерийское училище имени 26 Бакинских комиссаров. Короткое время служил в тыловых войсках.
Лейтенант Назаров участвовал в Великой Отечественной войне с 1 марта 1942 года. Воевал командиром взвода управления в 846-м артиллерийском полку 277-й стрелковой дивизии на Юго-Западном фронте, участник оборонительных сражений весны и лета 1942 года в районе Харькова, Оскола, Купянска. В бою 24 июня 1942 года в Купянске лейтенант Назаров был ранен и эвакуирован в госпиталь города Балашов Саратовской области.
С августа 1942 до 9 мая 1945 года воевал в составе 1184-го истребительно-противотанкового артиллерийского полка 20-й отдельной истребительно-противотанковой артиллерийской бригады на Сталинградском, Донском, Центральном, Белорусском и 1-м Белорусском фронтах. В 1943 году стал командиром батареи, в начале 1945 года помощником начальника штаба полка.
Участвовал в Сталинградской и Курской битвах. Осенью 1943 года советские пехотные части заняли на западном берегу реки Сож плацдарм протяженностью 500 метров и глубиной 300 метров. За успешное выполнение задачи лейтенанта Назарова наградили орденом Красной Звезды и присвоили звание старшего лейтенанта. Впоследствии он находился в первых рядах тех, кто освобождал территорию Западной Украины и Польши. Член ВКП(б) с 1943 года.
Город Мендзыжец немцы превратили в мощную точку сопротивления. За отвагу, проявленную в боях за этот город в июле 1944 года, старший лейтенант Назаров был награждён орденом Отечественной войны II степени.
Командир батареи 1184-го истребительно-противотанкового артиллерийского полка (20-я отдельная истребительно-противотанковая артиллерийская бригада РГК, 105-й стрелковый корпус, 65-я армия, 1-й Белорусский фронт) старший лейтенант Назаров К. А. проявил героизм при обороне Сероцкого плацдарма на реке Нарев, занятого советскими войсками после Белорусской наступательной операции. 4 октября 1944 года германское командование начало наступление с целью уничтожения этого стратегически важного плацдарма. 5 октября 1944 года в районе деревни Тшепово (севернее Сероцка, Польша) в бой вступила артиллерийская батарея старшего лейтенанта Назарова, при отражении танковой атаки уничтожившая 1 танк и до 30 немецких солдат. 6 октября батарея Назарова отбила уже несколько атак, даже сражаясь в условиях полного окружения, в этот день ею были уничтожены 2 танка и до 120 солдат. 7 октября на позиции батареи наступали уже 8 танков и до батальона пехоты. Немецкая пехота скрытно просочилась на расстояние в 100 метров от орудий и вела шквальный огонь из стрелкового оружия. В этот день бой доходил до рукопашных схваток и до применения гранат артиллеристами, которые вновь удержали свою позицию и сожгли ещё 2 танка, уничтожив до 140 немецких солдат.
За образцовое выполнение боевых заданий командования на фронте борьбы с немецкими захватчиками и проявленные при этом отвагу и геройство, Указом Президиума Верховного Совета СССР от 21 февраля 1945 года капитану Назарову Константину Александровичу присвоено звание Героя Советского Союза с вручением ордена Ленина и медали «Золотая Звезда».
В 1945 году участвовал в Висло-Одерской и Берлинской наступательных операциях. Участвовал в Параде Победы 24 июня 1945 года.
После победы в Великой Отечественной войне продолжал службу в Советской армии. Служил в артиллерийских частях.
В 1952 году окончил Военную академию имени Ф. Э. Дзержинского.
С 1960 года командировал ракетным полком. С 1962 года служил в Главном управлении кадров Министерства обороны СССР. С 1964 года служил в Главном оперативном управлении Генерального штаба Вооружённых Сил СССР. С мая 1974 года заместитель начальника Центрального командного пункта Генерального штаба. С 1987 года генерал-майор К. А. Назаров в запасе. 
Проживал в Москве. Константин Александрович Назаров скончался 8 октября 1996 года в Москве. Похоронен на Троекуровском кладбище.

## Награды
- За мужество и героизм, проявленные в борьбе с немецко-фашистскими захватчиками Указом Президиума Верховного Совета СССР от 21 февраля 1945 года присвоено звание Героя Советского Союза с вручением ордена Ленина (№ 44692) и медали «Золотая Звезда» (№ 6779).
- Три ордена Отечественной войны 1-й степени (4 февраля 1945, № 133457, 8 июня 1945, № 219908, 11 марта 1985).
- Орден Отечественной войны 2-й степени (10 августа 1944, № 224170).
- Два ордена Красной Звезды (5 ноября 1943, № 309416, 30 декабря 1956, № 3447965).
- Орден За службу Родине в Вооружённых Силах СССР 2-й степени (1981).
- Орден За службу Родине в Вооружённых Силах СССР 3-й степени (30 апреля 1975, № 8021).
- Орден «Знак Почёта» (29 августа 1969, № 545777).
- Ряд медалей СССР, в том числе:
  - медаль «За отвагу» (5 февраля 1943, № 202169);
  - медаль «В ознаменование 100-летия со дня рождения Владимира Ильича Ленина»;
  - медаль «За оборону Сталинграда» (1944);
  - медаль «За победу над Германией в Великой Отечественной войне 1941-1945 гг.»;
  - медаль «За взятие Берлина»;
  - медаль «За освобождение Варшавы»;
- Медали иностранных государств.